# 拉加尔甘塔
拉加尔甘塔，是西班牙埃斯特雷马杜拉卡塞雷斯省的一个市镇。总面积24平方公里，总人口606人（2001年），人口密度25人/平方公里。